# TSV Schwaben Augsburg
Turn- und Sportverein 1847 Schwaben Augsburg é uma agremiação esportiva alemã de Augsburg fundada a 1847.
O time de futebol é parte de uma associação desportiva maior cujas origens remontam à formação em 1847 do clube de ginástica Turnverein Augsburg. O departamento de futebol foi formado em 1907, e após 29 de março de 1919, se tornou Schwaben Augsburg.

## História
Ameaçado de dissolução pelas autoridades locais do Reino da Baviera, estatutos exigiam à formação de uma brigada de incêndio e, em 1848, os membros do TV também formaram o Augsburger Freiwillige Feuerwehr. Em 1853, o TV foi proibido por razões políticas por parte das autoridades temiam as tendências democráticas, mas conseguiu continuar como um grupo de ginástica até ser restabelecido em 1860. 
Alguns membros deixaram o clube, em 1863, para formar o MTV Augsburg, o primeiro de vários clubes gerados pela saída do TV, incluindo o TSV 1871 Augsburg, 1875 TSV Göggingen, 1889 MTV Augsburg e TSG 1890 Thannhausen. Em 1907, os ex-membros do TV também estabeleceram o FC Augsburg.
O MTV 1863 Augsburg havia se reunido ao seu precedente em 1868. E em 1919, após o fim da Primeira Guerra Mundial, o MTV 1889 também voltou ao redil. Nesse mesmo ano juntaram-se os membros do SV Augsburg, que havia sido estabelecido em 1905 como FC Pfersee.

### Período entre-guerras
As idas e vindas de membros do TV continuou no período entre as guerras. As mulheres do Turnclub Augsburg e Augsburg Damenschwimmverein ingressaram em 1919 e 1920, respectivamente. O SV Schwaben foi formado em 1924 por futebolistas, jogadores de hóquei, e atletas de pista e campo fora do TV, enquanto os esgrimistas deixaram a agremiação, em 1925, para criar o Fechtclub Augsburg. Naquele mesmo ano, o TV promoveu parceria com o TSV 1925 Meitingen. As ramificações do TV, SV Schwaben e SSV Augsburg, originalmente FC Augsburg, fundiram-se para se tornarem o Sport-und Spielvereine (SSV) Schwaben Augsburg. E em 1933, FC Viktoria e Schwimmverein Delphi juntaram-se ao TV. Durante todo esse período o time de futebol fez aparições freqüentes na Bezirksliga Bayern, mas sem produzir qualquer resultado significativo.

### Campanha durante a Segunda Guerra Mundial
Em 1933, o futebol alemão foi reorganizado pelo Terceiro Reich em dezesseis divisões regionalizadas de nível máximo. O Schwaben Augsburg foi integrado à Gauliga Bayern, mas foi rebaixado após disputar duas temporadas. O clube voltou a jogar a primeira divisão em 1937, mas novamente só permaneceu por dois anos. O Schwaben foi promovido mais uma vez, em 1940, enquanto o seu formador, TV Augsburg, foi forçado pelos nazistas e autoridades desportivas à uma fusão com o SSV Schwaben Augsburg, para formar o TSV Schwaben Augsburg em 1941. A equipe de futebol permaneceu enfraquecida na disputa da Gauliga até o final da Segunda Guerra Mundial atuando na parte baixa da tábua de classificação.

### Pós-guerra
Depois da guerra, as autoridades de ocupação aliadas ordenaram a dissolução de todas as organizações na Alemanha, incluindo as esportivas e as associações de futebol. Os ex-futebolistas do TSV ingressaram no FC Viktoria Augsburg, posteriormente TG Viktoria 1948, no final de 1945. O TSV foi reconstituído em 1946 e seu departamento de futebol continuou a competir na primeira divisão de futebol, na Oberliga Süd, em 15 dos próximos 20 anos tendo o seu melhor resultado um 5º lugar em 1946. Nesse período, o clube conseguiu marchar da Oberliga direta à Amateurliga Bayern (III), e de volta, em temporadas consecutivas, algo bastante incomum. Após a formação da Bundesliga, a primeira liga profissional da Alemanha, em 1963, o clube passou a integrar a segunda divisão, a Regionalliga Süd até ser rebaixado em 1969.

### Fora do futebol profissional
Nesse mesmo ano, os futebolistas profissionais do Schwaben deixaram de unir forças com seus companheiros do BC Augsburg para formar o FC Augsburg, enquanto o TSV concordou em se excluir da participação no futebol profissional. No entanto, o Schwaben continuou a operar seu departamento de futebol, juntando-se aos futebolistas do Eintracht Augsburg em 1970. A equipe avançou à mais alta classe amadora, a Bayernliga (IV), em 1981.
Por muitos anos, o clube alternou entre a Oberliga e a quinta divisão, a Landesliga Bayern-Süd. Depois de mais um rebaixamento na Oberliga, em 2002, o time permaneceu na Landesliga. Em 2007, passou à maior liga da FA Schwaben, a Schwaben Bezirksoberliga, pela primeira vez desde 1975. Apesar do esforço, não pôde evitar o descenso à Bezirksliga Schwaben-Süd, em 2008.
Na Bezirksliga, o clube conheceu o BC Augsburg-Oberhausen, um clube baseado no antigo BC Augsburg. A equipe conseguiu evitar sua queda na temporada 2008-2009, terminando em segundo atrás do BCA-O e conquistando sua promoção novamente à Bezirksoberliga.

## Títulos

### Ligas
- 2º Oberliga Süd (II) 
  - Campeão: 1954;
  - Vice-campeão: 1961;
- Oberliga Bayernliga-Süd (III) 
  - Campeão: 1959, 1960;
- Landesliga Bayern-Süd (IV-V) 
  - Campeão: 1991, 1998;
  - Vice-campeão: 1981, 1988, 2002;

### Copas
- Southern German Cup
  - Vencedor: 1922;
- Schwaben Cup
  - Vencedor: 1959;
  - Vice-campeão: 1997;

## Cronologia
As temporadas desde 1945:
| Temporada | Divisão                | Módulo | Posição |
| 1945–46   | Oberliga Süd           | I      | 4º      |
| 1946–47   | Oberliga Süd           | I      | 8º      |
| 1947–48   | Oberliga Süd           | I      | 11º     |
| 1948–49   | Oberliga Süd           | I      | 7º      |
| 1949–50   | Oberliga Süd           | I      | 11º     |
| 1950–51   | Oberliga Süd           | I      | 13º     |
| 1951–52   | Oberliga Süd           | I      | 15º ↓   |
| 1952–53   | 2º Oberliga Süd        | II     | 5º      |
| 1953–54   | 2º Oberliga Süd        | II     | 1º ↑    |
| 1954–55   | Oberliga Süd           | I      | 8º      |
| 1955–56   | Oberliga Süd           | I      | 12º     |
| 1956–57   | Oberliga Süd           | I      | 15º ↓   |
| 1957–58   | 2º Oberliga Süd        | II     | 17º ↓   |
| 1958–59   | Amateurliga Bayern-Süd | III    | 1º      |
| 1959–60   | Amateurliga Bayern-Süd | III    | 1º ↑    |
| 1960–61   | 2º Oberliga Süd        | II     | 2º ↑    |
| 1961–62   | Oberliga Süd           | I      | 13º     |
| 1962–63   | Oberliga Süd           | I      | 15º ↓   |
| 1963–64   | Regionalliga Süd       | II     | 4º      |
| 1964–65   | Regionalliga Süd       | II     | 16º     |
| 1965–66   | Regionalliga Süd       | II     | 11º     |
| 1966–67   | Regionalliga Süd       | II     | 9º      |

| Temporada | Divisão                  | Módulo | Posição |
| 1967–68   | Regionalliga Süd         | II     | 13º     |
| 1968–69   | Regionalliga Süd         | II     | 17º ↓   |
| 1969–70   | C-Klasse Augsburg        | VIII   | 2º ↑    |
| 1970–71   | B-Klasse Augsburg        | VII    | 1º ↑    |
| 1971–72   | A-Klasse Augsburg-Ost    | VI     | 2º      |
| 1972–73   | A-Klasse Augsburg-Ost    | VI     | 1º ↑    |
| 1973–74   | Bezirksliga Schwaben-Süd | V      | 14º     |
| 1974–75   | Bezirksliga Schwaben-Süd | V      | 1º ↑    |
| 1975–76   | Landesliga Bayern-Süd    | IV     | 13º     |
| 1976–77   | Landesliga Bayern-Süd    | IV     | 15º     |
| 1977–78   | Landesliga Bayern-Süd    | IV     | 14º     |
| 1978–79   | Landesliga Bayern-Süd    | IV     | 5º      |
| 1979–80   | Landesliga Bayern-Süd    | IV     | 3º      |
| 1980–81   | Landesliga Bayern-Süd    | IV     | 2º ↑    |
| 1981–82   | Amateur Oberliga Bayern  | III    | 12º     |
| 1982–83   | Amateur Oberliga Bayern  | III    | 8º      |
| 1983–84   | Amateur Oberliga Bayern  | III    | 20º ↓   |
| 1984–85   | Landesliga Bayern-Süd    | IV     | 10º     |
| 1985–86   | Landesliga Bayern-Süd    | IV     | 6º      |
| 1986–87   | Landesliga Bayern-Süd    | IV     | 8º      |
| 1987–88   | Landesliga Bayern-Süd    | IV     | 2º ↑    |
| 1988–89   | Amateur Oberliga Bayern  | III    | 12º     |

| Temporada       | Divisão                        | Módulo | Posição |
| 1989–90         | Amateur Oberliga Bayern        | III    | 14º ↓   |
| 1990–91         | Landesliga Bayern-Süd          | IV     | 1º ↑    |
| 1991–92         | Amateur Oberliga Bayern        | III    | 15º ↓   |
| 1992–93         | Landesliga Bayern-Süd          | IV     | 13º     |
| 1993–94         | Landesliga Bayern-Süd          | IV     | 8º      |
| 1994–95         | Landesliga Bayern-Süd          | V      | 3º      |
| 1995–96         | Landesliga Bayern-Süd          | V      | 12º     |
| 1996–97         | Landesliga Bayern-Süd          | V      | 10º     |
| 1997–98         | Landesliga Bayern-Süd          | V      | 1º ↑    |
| 1998–99         | Oberliga Bayern                | IV     | 15º     |
| 1999–2000       | Oberliga Bayern                | IV     | 14º     |
| 2000–01         | Oberliga Bayern                | IV     | 17º ↓   |
| 2001–02         | Landesliga Bayern-Süd          | V      | 2º ↑    |
| 2002–03         | Oberliga Bayern                | IV     | 16º ↓   |
| 2003–04         | Landesliga Bayern-Süd          | V      | 9º      |
| 2004–05         | Landesliga Bayern-Süd          | V      | 7º      |
| 2005–06         | Landesliga Bayern-Süd          | V      | 15º     |
| 2006–07         | Landesliga Bayern-Süd          | V      | 18º ↓   |
| 2007–08         | Bezirksoberliga Schwaben       | VI     | 14º ↓   |
| 2008–09         | Bezirksliga Schwaben-Süd       | VIII   | 2º ↑    |
| 2009–10         | Bezirksoberliga Schwaben       | VII    | 3º      |
| 2010-11         | Bezirksoberliga Schwaben       | VII    | 12º     |
| 2011–12         | Bezirksoberliga Schwaben       | VII    | 15º     |
| 2012–13         | Bezirksliga Schwaben-Süd (VII) | VII    | 2º      |
| 2013–14 2014–15 | Bezirksliga Schwaben-Süd       | VII    | 4º      |
| 2015–16         | Bezirksliga Schwaben-Süd       | VII    | 1º ↑    |
| 2016–17         | Landesliga Bayern-Südwest      | VI     | 1º ↑    |
| 2017–18         | Bayernliga Süd                 | V      | 5º      |
| 2018–19         | Bayernliga Süd                 | V      | 12º     |
| 2019–20 2020–21 | Bayernliga Süd                 | V      | 17º     |
| 2021–22         | Bayernliga Süd                 | V      | 8º      |
| 2022–23         | Bayernliga Süd                 | V      | 7º      |